# Kappiyarai
Kappiyarai là một thị xã panchayat của quận Kanniyakumari thuộc bang Tamil Nadu, Ấn Độ.

## Nhân khẩu
Theo điều tra dân số năm 2001 của Ấn Độ, Kappiyarai có dân số 13.475 người. Phái nam chiếm 50% tổng số dân và phái nữ chiếm 50%. Kappiyarai có tỷ lệ 82% biết đọc biết viết, cao hơn tỷ lệ trung bình toàn quốc là 59,5%: tỷ lệ cho phái nam là 84%, và tỷ lệ cho phái nữ là 80%. Tại Kappiyarai, 9% dân số nhỏ hơn 6 tuổi.